# Syrphophagus perdubius
Syrphophagus perdubius är en stekelart som först beskrevs av Girault 1926.  Syrphophagus perdubius ingår i släktet Syrphophagus och familjen sköldlussteklar. Inga underarter finns listade i Catalogue of Life.